# Itzhak Bars
Itzhak Bars, ameriški fizik, * 31. avgust 1943, İzmir, Turčija.
Bars raziskuje na področju teoretične fizike in je profesor fizike in astronomije na Univerzi Južne Kalifornije v Los Angelesu. Še posebej se ukvarja s teorijo strunskega polja (SFT), dvočasovno fiziko in fizikalno kozmologijo.

## Izobrazba
Doktoriral je iz fizike pod Gürseyevim mentorstvom na Univerzi Yale.

## Akademska pot
Leta 1979 in ponovno leta 1990 je bil gostujoči profesor na Inštitutu za višji študij v Princetonu.

### Njegovi pogledi
V letu 2007 je predstavil teorijo, da čas nima le ene razsežnosti (preteklost/prihodnost), ampak ima namesto tega dve ločeni razsežnosti. Ena od osnov teorije je razločevanje spremenljivk v načelu nedoločenosti, npr. lege in gibalne količine, za kateri Bars domneva, da se ju v določenem trenutku pravzaprav niti ne da razlikovati. Povezani sta le z matematično simetrijo. Če pa se zamenja smisel tega para količin, se lega razlikuje od gibalne količine, ker ni neposredno vezana s časom. Če takšna simetrija obstaja, oziroma, če se lahko zamenja pomen teh dveh količin, je treba vpeljati dodatno časovno razsežnost. Dodatna razsežnost pa nujno zahteva tudi dodatno prostorsko razsežnost.
Ljudje po navadi zaznavajo fizikalno stvarnost kot štirirazsežno, to je trirazsežni prostor (gor/dol, nazaj/naprej in levo/desno) in enorazsežni čas (preteklost/prihodnost). Barsova teorija predlaga šestrasežno vesolje, ki je sestavljeno iz štirirazsežnega kompleksnega prostora in dvorazsežnega časa. V njegovi teoriji npr. ni potrebe po domnevnih delcih aksionih.
Polchinski s Kavlijevega inštituta za teoretično fiziko Univerze Kalifornije v Santa Barbari je dejal: »Itzhak Bars ima dolgo zgodovino iskanja novih matematičnih simetrij, ki so lahko uporabne v fiziki... Ta dvočasovna zamisel ima izgleda nekaj zanimivih matematični značilnosti.« Navedeno iz Siegfriedovega članka na phys.org.
Barsova teorija je bila glavna tema v reviji New Scientist 13. oktobra 2007 in tudi v reviji Filosofia 26. oktobra 2011.

## Izbrana dela

### Knjige
- Bars, Itzhak; Terning, John (2010),  Nekoogar, Farzad (ur.), Extra Dimensions in Space and Time, Multiversal Journeys, zv. 1, New York: Springer-Verlag, doi:10.1007/978-0-387-77638-5, ISBN 978-0-387-77637-8
- Bars, Itzhak; Chodos, Alan; Tze, Chia-Hsiung (2013), Symmetries in Particle Physics, New York: Springer-Verlag New York Inc., ISBN 978-1-489-95315-5

### Strokovni članki[3]
- Bars, Itzhak (1976), »A Quantum String Theory of Hadrons and Its Relation to Quantum Chromodynamics in Two-Dimensions«, Nucl.Phys. B111 (413–440), doi:10.1016/0550-3213(76)90327-8
- Bars, Itzhak (2001), »Survey of two-time physics«, Class. Quant. Grav., 18: 3113–3130, doi:10.1088/0264-9381/18/16/303
- Bars, Itzhak; Matsuo, Yutaka (2002), »Computing in string field theory using the Moyal star product«, Phys.Rev. D66: 066003, arXiv:th/0204260, doi:10.1103/PhysRevD.66.066003
- Bars, Itzhak; Chen, Shih-Hung; Steinhardt, Paul Joseph; Turok, Neil Geoffrey (2012), »Antigravity and the Big Crunch/Big Bang Transition«, Phys.Lett. B715: 278–281, arXiv:1112.2470, doi:10.1016/j.physletb.2012.07.071
- Bars, Itzhak; Steinhardt, Paul Joseph; Turok, Neil Geoffrey (2014), »Local Conformal Symmetry in Physics and Cosmology«, Phys.Rev. D89 (4): 043515, arXiv:1307.1848, doi:10.1103/PhysRevD.89.043515